# Les Fêtes vénitiennes
Les Fêtes vénitiennes (Venetianska fester) är en opéra-ballet i prolog och tre scener (entrées) med musik av André Campra och libretto av Antoine Danchet.

## Historia
Detta var förmodligen Campras största succé och red på vågen för allt venetianskt inom teatern. Operan hade premiär den 17 juni 1710 på Parisoperan. Föreställningen spelades mer än 60 gånger och när den sattes upp på nytt ändrades ordningen på scenerna flera gånger. Campra bytte ut scenerna och skrev nya när de gamla kändes inaktuella. Varje scen är i sig själv en enaktskomedi med venetianska miljöer och figurer.
I sin originalform består Les Fêtes vénitiennes av en prolog (Le triomphe de la Folie sur la Raison dans le temps du Carnaval) och tre entrées (La fête des barquerolles, Les sérénades et les joueurs, Les saltinbanques de la place St Marc ou L'Amour saltinbanque). Senare tillägg fick titlarna: La feste marine, Le bal ou le maître à danser, Les devins de la Place St Marc, L'Opéra ou le maître à chanter och Le triomphe de la Folie.